# サイゴン解放 (新聞)
サイゴン解放（さいごんかいほう/さいごんざいふぉん，ベトナム語: Báo Sài Gòn Giải Phóng，中国語: 西貢解放日報）はベトナムのホーチミン市を中心に発行されている新聞。略称はSGGP。

## 概要
ベトナム共産党発行による日刊紙で、部数は約13万部（過去最大時で20万部）。ベトナム語版のほかに中国語版が発行されている。記者・社員数は700人を超える。

## 刊行種別
- Báo Sài Gòn Giải Phóng - ベトナム語版。毎朝刊行
- 西貢解放日報 - 中国語版。毎朝刊行
- 12時版 - 昼発行（2009年より発刊中止中）
- スポーツ版
- 土曜版
- サイゴンガイド英語版 - 月曜・金曜発刊（発刊中止中）
- 金融投資レポート - 月曜・木曜発刊
- 電子版 - ベトナム語版・英語版